# El Potrero, Magdalena Jaltepec
El Potrero är en ort i Mexiko.   Den ligger i kommunen Magdalena Jaltepec och delstaten Oaxaca, i den sydöstra delen av landet, 300 km sydost om huvudstaden Mexico City. El Potrero ligger 2 067 meter över havet och antalet invånare är 101.
Terrängen runt El Potrero är huvudsakligen kuperad, men den allra närmaste omgivningen är platt. Runt El Potrero är det ganska glesbefolkat, med 24 invånare per kvadratkilometer. Närmaste större samhälle är Asunción Nochixtlán, 19,0 km norr om El Potrero. Trakten runt El Potrero består i huvudsak av gräsmarker.